# Judge Dredd (игра, 1995)
Judge Dredd (рус. Судья Дредд) — видеоигра в жанре платформер, разработанная компанией Probe Software и изданная Acclaim Entertainment для игровых платформ Sega Mega Drive, Game Boy, Game Gear и SNES в 1995 году. Игра основывается на одноимённом комиксе и фильме 1995 года.

## Сюжет
Действие игры происходит в Мега-сити — городе будущего. За порядком здесь следят служители закона под названием «судьи». Их задача заключается в поиске, аресте или уничтожении преступников.
Однажды в Мега-сити появился новый злодей по имени Рикко. Он уничтожил с помощью своих людей большинство «судей», и город захлестнула волна преступности. Один из судей — Джозеф Дредд — должен найти и уничтожить Рикко, чтобы спасти Мега-сити.

## Геймплей
Игра представляет собой платформер с боковым сайд-скроллингом и двухмерной графикой. Она состоит из множества больших уровней-локаций, среди которых встречаются также те, где разворачивается действие фильма — город Мега-сити, Аспенинская тюрьма и другие.
Игровой процесс сводится примерно к следующему. Персонаж перемещается по уровням, уничтожает или арестовывает преступников и собирает полезные предметы. Основная задача на большинстве уровней — пройти их от начала до конца, выполнив при этом какое-либо задание (чаще всего — уничтожить всех противников или собрать определённое количество предметов).
Враги в игре довольно многочисленны. В основном это преступники, оккупировавшие город; среди них встречаются безоружные (наиболее слабые), вооружённые пистолетами, гранатами, бутылками с зажигательной смесью и др. Также персонажу противостоят «судьи», перешедшие на службу к главному злодею, а на некоторых более поздних уровнях — человекоподобные роботы.
На уровнях представлено несколько видов полезных предметов: здоровье, оружие и т. д. Оружие (пистолет, гранаты) спрятано в ящиках, расположенных в разных местах уровня.
Иногда на уровнях встречаются специальные устройства, напоминающие компьютеры. С  помощью которых можно проследить за текущей статистикой игры.
В игре также присутствуют логические элементы (например, чтобы добраться до удалённой платформы, нужно использовать ящик).

## Оценки
| Иноязычные издания | Иноязычные издания                                           |
| Издание            | Оценка                                                       |
| ------------------ | ------------------------------------------------------------ |
| EGM                | (7,625/10) (SNES) (6,625/10) (Genesis) (5,625/10) (Game Boy) |

Игра получила в основном средние оценки критиков и игроков. Журнал GamePro оценил версию для Sega Mega Drive в 3,5 балла из 5 возможных, а другой журнал — Video Games & Computer Entertainment — в 6 баллов из 10. При этом журнал All Game Guide оценил версию для SNES довольно высоко — в 4 балла из 5.